# Diocesi di Sesina
La diocesi di Sesina (in latino Dioecesis Saesinensis) è una sede soppressa e sede titolare della Chiesa cattolica.

## Storia
Sesina, identificabile con Dciuari (Dschuari) in Georgia, è un'antica sede vescovile della regione della Lazica (Colchide), suffraganea dell'arcidiocesi di Fasi.
La diocesi è documentata nelle Notitiae episcopatuum del patriarcato di Costantinopoli dal VII al IX secolo. Nessuno dei suoi vescovi è conosciuto.
Dal 1933 Sesina è annoverata tra le sedi vescovili titolari della Chiesa cattolica; la sede vacante dal 26 maggio 1978.

## Cronotassi dei vescovi titolari
- Pierre Martin Ngô Đình Thục † (8 gennaio 1938 - 24 novembre 1960 nominato arcivescovo di Huê)
- Adalberto Domenico Marzi, O.F.M.Cap. † (4 febbraio 1961 - 26 maggio 1978 dimesso)